# Burggraf von Lienz

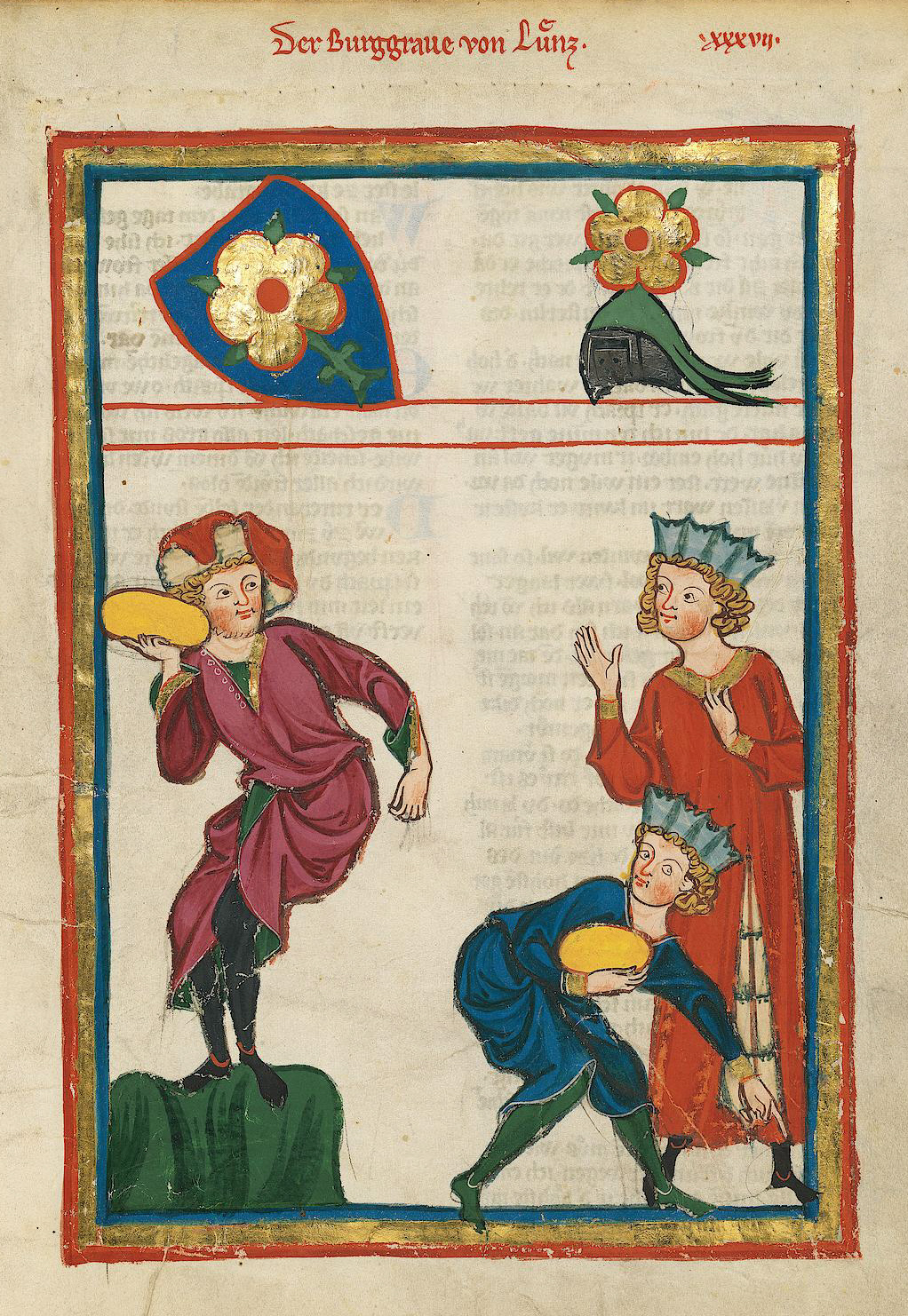
Burggraf von Lienz beim Steinstossen in der Darstellung des Codex Manesse (um 1300)

Der Burggraf von Lienz (* 13. Jahrhundert in Lienz) war der Verfasser von zwei Tageliedern, welche in der Großen Heidelberger Liederhandschrift (Codex Manesse) enthalten sind. Er stammte aus dem Ministerialengeschlecht der Burggrafen von Lienz (Lüenz) in Tirol (Drau), Österreich.

## Werke
- Ez gienc ein jungcfrou minneclîch